# Andrenosoma cinctum
Andrenosoma cinctum là một loài ruồi trong họ Asilidae. Andrenosoma cinctum được Bellardi miêu tả năm 1861. Loài này phân bố ở vùng Tân nhiệt đới.